# Mouvements insurrectionnels de 1820-1821
 (novembre 2022).
Si vous disposez d'ouvrages ou d'articles de référence ou si vous connaissez des sites web de qualité traitant du thème abordé ici, merci de compléter l'article en donnant les références utiles à sa vérifiabilité et en les liant à la section « Notes et références ».
Les mouvements insurrectionnels de 1820-1821 sont des tentatives d'insurrections nées en Espagne et qui se sont diffusées dans divers autres pays.
En Espagne, le 1er janvier 1820, débute une rébellion dirigée par des officiers de l'armée dans le port de Cadix, ils refusent de partir pour les Amériques pour écraser les gouvernements séparatistes qui sont en cours de formation. La tentative semble réussir : une constitution est concédée, le parlement est convoqué, mais après ces premiers succès, le soulèvement est noyé dans le sang. Avec la bataille du Trocadéro, à laquelle participe aussi le prince Charles-Albert de Savoie, héritier du royaume de Sardaigne, les soldats français mettent un terme définitif aux troubles. Sur la poussée des événements espagnols, les premières tentatives d'insurrection se multiplient, y compris en Italie : en juillet 1820 à Naples et en Sicile, des groupes de rebelles s'organisent. En mars 1821 la révolution éclate dans le Piémont. Ces mouvements, qui cherchent à obtenir une constitution et l'indépendance de l'étranger sont, cependant, destinés à disparaître : dans le napolitain, l'Autriche intervient à la demande de Ferdinand Ier des Deux-Siciles, qui s'était précipité au congrès de Vérone, et les rebelles sont mis en déroute. Dans le Piémont, les rebelles, qui n'ont pas pour objectif de renverser la monarchie de Savoie mais demandent au roi d'unifier l'Italie, sont défaits, certains sont condamnés à mort, et beaucoup sont contraints à l'exil. Dans le royaume de Lombardie-Vénétie, la découverte de sociétés secrètes conduit à des procès et de nombreuses condamnations des adversaires de la domination autrichienne.
En décembre 1825 en Russie, une nouvelle insurrection éclate, l'insurrection décabriste du nom du mois, mais elle est immédiatement réprimée. Le jour de la révolte, le 14 décembre, les troupes dirigées par des officiers du Régiment Préobrajensky se réunissent sur la place du Sénat à Saint-Pétersbourg, mais la garde royale, fidèle au tsar Nicolas Ier de Russie, ouvre le feu sur les rebelles et l'insurrection est réprimée immédiatement. Après un emprisonnement  dans la forteresse Pierre-et-Paul et un court procès, le 25 juin 1826, les cinq principaux dirigeants de la rébellion sont pendus, tandis que d'autres, soit un total d'environ 600 personnes, sont envoyés en exil en Sibérie.

## Lepronunciamientode Cadix

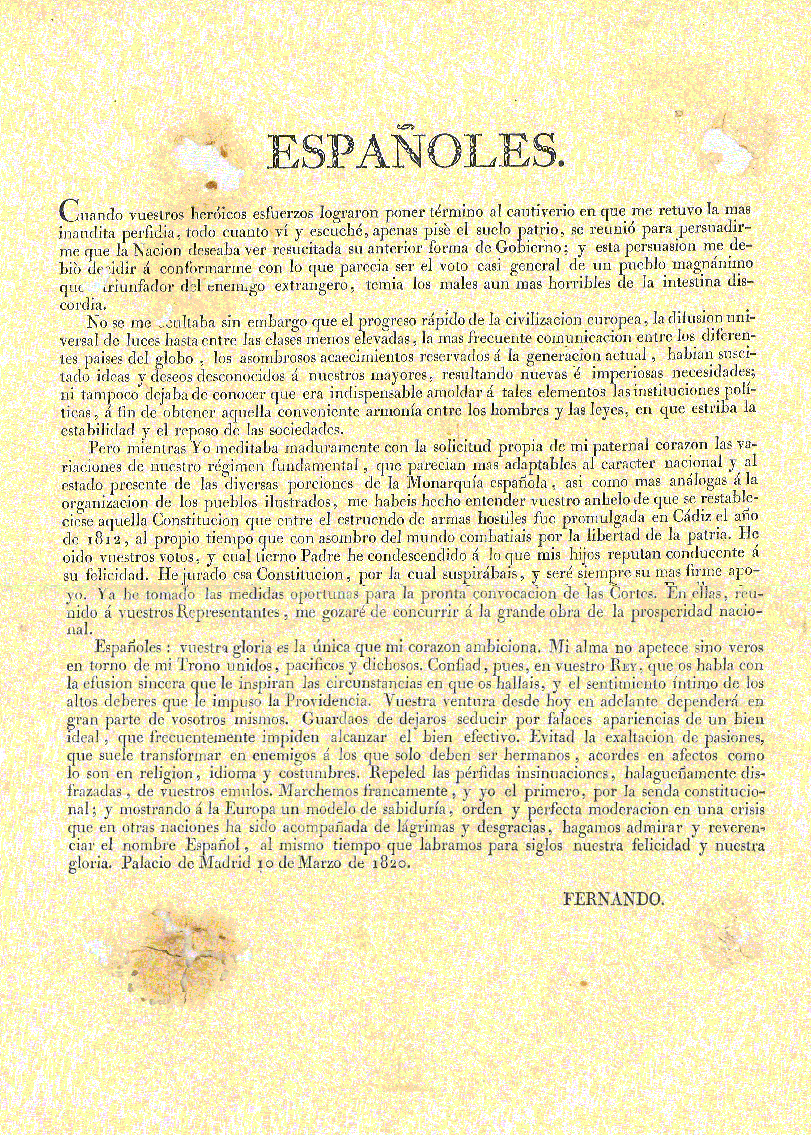
La déclaration de jurement de Ferdinand VII d'Espagne à la constitution de Cadix

Le 1er janvier 1820 peut être considéré la date de début du mouvement. Dans la ville maritime de Cadix en Espagne, certaines unités militaires reçoivent l'ordre de s'embarquer pour les colonies espagnoles, où certaines d'entre elles avaient formé des gouvernements indépendants. Cela avait été possible grâce à l'invasion napoléonienne de l'Espagne, l'expulsion des Bourbons et l'absence d'un gouvernement central. L'envoi des bataillons est destiné à réprimer la révolte menée par Simón Bolívar.
Les policiers refusent de s'embarquer et débutent une révolte appelé pronunciamiento. Suivis par leurs troupes, ils exigent que le roi Ferdinand VII concède une nouvelle fois la Constitution espagnole de 1812 dite de Cadix, abrogée après le retour de celui-ci sur le trône. L'un des principaux chefs de l'insurrection est Rafael del Riego. Il porte son bataillon jusqu'à Arcos de la Frontera, où il fait prisonnier le commandant en chef du corps expéditionnaire dans les Amériques, le général comte de Calderón.
Une marche commence alors vers de nombreuses villes andalouses, avec l'intention de les soulever. La tentative échoue en raison de  l'indifférence générale de la population malgré le peu de réaction des légitimistes, ou du gouvernement central, incapable de réagir pour réprimer les bataillons rebelles. Riego disperse sa colonne, cherchant refuge dans les collines désertes de l'Estrémadure.
L'échec du pronunciamiento en Andalousie est suivi d'une deuxième tentative militaire, cette fois dans la lointaine Galice, dans La Corogne suivie de Ferrol et Vigo : dans toutes ces villes, la constitution de 1812 est proclamée avant que l'insurrection s'étende au reste de l'Espagne.

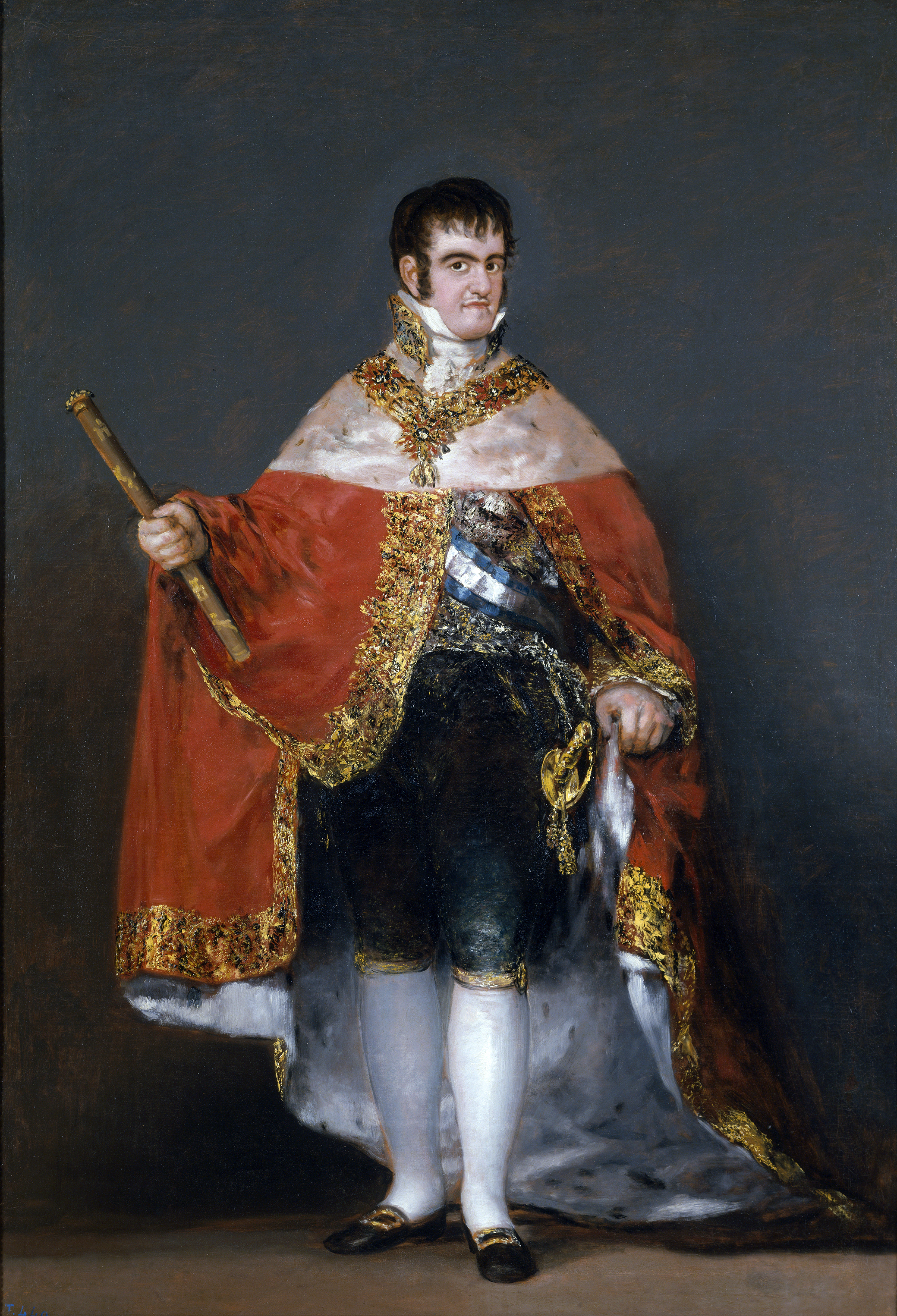
Ferdinand VII d'Espagne, portrait de Goya.

L'événement culminant a lieu le 7 mars 1820, quand une foule entoure la Palais royal de Madrid où siège Ferdinand VII. Celui-ci pense avoir dans la garnison de la capitale, assez de troupes pour balayer le tumulte et donne ses ordres au commandant général Ballesteros. Le général indique qu'il ne peut agir avec ses troupes. Une grande tension se prolonge jusqu'à la fin de soirée, quand le roi est contraint de signer un décret par lequel il déclare accepter de prêter serment à la Constitution  conformément à la volonté du peuple.
Le 10 mars, une proclamation royale est faite, Manifiesto del rey a la Nación española, dans laquelle Ferdinand annonce voir prêté serment à la Constitution, le 8 précédent, et ajoute : « Marchons résolument, et je serai le premier à prendre le chemin constitutionnel », ainsi commence le triennat libéral.
Le 9-14 octobre 1822, au congrès de Vérone, les puissances de la Sainte-Alliance autorisent la France de Louis XVIII à mener une expédition en Espagne afin de rétablir la monarchie absolue.
Le 7 avril 1823, une armée composée de 95 000 hommes, dénommée les  «Cent Mille Fils de Saint-Louis» et dirigée par le duc d'Angoulême (fils de Charles X et, par conséquent, neveu de Louis XVIII), franchit la frontière par les Pyrénées. Sauf en raison de quelques affrontements mineurs en Catalogne, le duc réalise une campagne sans encombre jusqu'à Madrid, où il arrive le 24 mai accueilli triomphalement.
Entre-temps, le gouvernement libéral qui s'est formé fait prisonnier Ferdinand VII  et l'emmène avec lui dans la ville-forteresse de Cadix, centre de l'insurrection libérale. Les députés libéraux des Cortes Generales, avec le plein soutien de Riego, se réunissent pour voter la destitution du prisonnier Ferdinand VII d'Espagne.
Les Français rejoignent Cadix où ils commencent le siège, soutenus par une flotte de 67 navires. Le siège, connu sous le nom bataille du Trocadéro, prend fin le 31 août après la conquête des deux forts de l'entrée de la presqu'île situés à 12 km de Cadix auquel participe aussi Charles-Albert de Savoie. La ville est contrainte de capituler.

## Révolution libérale portugaise
Le 24 août 1820, une révolution libérale éclate au Portugal et les révoltés exigent le retour du roi au Portugal, réfugié au Brésil depuis 1807. Un soulèvement militaire permet la création de la « Junte provisoire du gouvernement suprême du royaume » à Porto, suivie de la proclamation d’une junte semblable à Lisbonne. Ensemble, les deux juntes décident de la création de deux organismes provisoires : l’un prépare la convocation des Cortès, l’autre assure l’intérim du pouvoir. Du Brésil, Jean VI de Portugal reconnaît le fait accomplit. Les élections aux Cortès révèlent les premières failles dans le bloc des conjurés, entre la bourgeoisie libérale et les militaires, partisans de la restauration de l’ancien régime. Ceux-ci organisent un pronunciamiento le 11 novembre 1820, la martinhada, par laquelle ils imposent momentanément à la junte leurs hommes et leurs principes. Cependant, les élections au Cortès constituantes porteront au pouvoir des députés certes royalistes mais décidés à proclamer les droits de l’homme et du citoyen et la souveraineté du peuple.
Les Cortes constituantes s’ouvrent le 24 janvier 1821. L’homme fort de l’assemblée, Manuel Fernandes Tomás (pt), créateur de Sinédrio, dirige les travaux de la commission chargée d’élaborer les bases de la constitution, à laquelle Jean VI de Portugal, de retour du Brésil, jurera fidélité en juillet. La Constitution est promulguée le 23 septembre 1822.

## L’insurrection en Sicile
Par le congrès de Vienne, la Sicile perd son autonomie et est soumise aux Bourbons de Naples, ce qui donne naissance à un mouvement de protestation. Le 15 juin 1820, les indépendantistes s'insurgent. Un gouvernement est formé à Palerme (18-23 juin), présidé par le prince Paternò Castello, qui restaure la Constitution sicilienne de 1812, avec le soutien des Britanniques. Le 7 novembre 1820 le roi Ferdinand envoie une armée sous le commandement de Florestano Pepe (plus tard remplacé par le général Pietro Colletta) qui reprend la Sicile à l'issue de sanglants combats et restaure la monarchie absolue, soumettant de nouveau la Sicile à Naples.

## L’insurrectioncarbonarade Naples

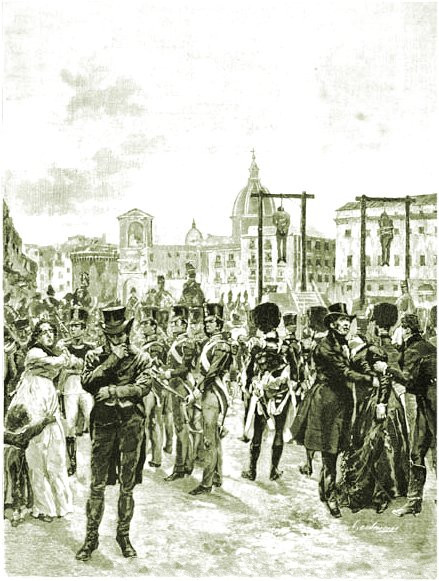
Naples, 12 septembre 1822, Giuseppe Silvati et Michele Morelli sont pendus après la répression de l'insurrection carbonara

La diffusion en mars 1820, dans le royaume de Naples, de l'obtention du régime constitutionnel en Espagne contribue grandement à exalter les mouvements carbonari et francs-maçons. À Naples, la conspiration qui n'a pas pour objectif de renverser le roi, mais seulement d'obtenir une constitution, s'amplifie rapidement et implique des officiers supérieurs, comme les frères Florestano et Guglielmo Pepe.
Michele Morelli, à la tête de la charbonnerie de Nola, décide d'engager son régiment dans la conspiration. Il est rejoint par Giuseppe Silvati, sous-lieutenant, et Luigi Minichini, prêtre de Nola aux idées anarchistes.
Dans la nuit du 1er au 2 juillet 1820, la nuit de Saint-Théobald de Provins, patron de la Charbonnerie, Morelli et Silvati donnent le coup d'envoi de la conspiration en désertant avec environ 130 hommes et 20 officiers. Rapidement, Minichini les rejoint et s'oppose à Morelli car il veut parcourir la campagne afin de recruter les paysans et les personnes, qui selon lui, attendent pour rejoindre la conspiration. Morelli, quant à lui, veut se rendre directement sur Avellino où le général Pepe l'attend. Minichini quitte l'expédition afin de suivre son idée et retrouve ses compagnons un peu plus tard, après avoir échoué. Le jeune officier Michele Morelli, soutenu par ses troupes, se dirige vers Avellino sans rencontrer, en chemin, l'enthousiasme de la foule à laquelle il s'attend.
Le 2 juillet, à Monteforte, il est accueilli triomphalement. Le lendemain, Morelli, Silvati et Minichini font leur entrée à Avellino. Accueillis par les autorités municipales, rassurées que leur action n'a pas pour objectif de renverser la monarchie, la constitution sur le modèle espagnol est proclamée. Après cela, Morelli passe les pouvoirs aux mains du colonel De Concilij, chef d'état-major du général Pepe. Ce geste de soumission à la hiérarchie militaire provoque la déception de Minichini qui s'en retourne à Nola pour inciter un soulèvement populaire. Le 5 juillet, Morelli entre à Salerne, alors que l'insurrection s'étend jusqu'à Naples, où le général Guglielmo Pepe a rassemblé autour de lui de nombreuses unités militaires. Le 7, le roi Ferdinand Ier est contraint d'accorder la constitution.
Des élections sont organisées et le Parlement siège pour la première fois le 1er octobre.
Le 20 octobre, Metternich convoque, au nom de l'Autriche garante de l'ordre en Italie, une conférence à Troppau à laquelle participent les puissances de la Sainte-Alliance qui déclare légitime une intervention.
En janvier 1821, Le roi de Naples est officiellement invité à une conférence à Ljubljana où se décide une intervention armée contre les révolutionnaires qui dans le royaume des Deux-Siciles ont proclamé la constitution.
Les Autrichiens organisent une expédition commandée par le général Frimont. En février 1821, l'armée autrichienne forte de 52 000 hommes passe le Pô Elle se partage en cinq divisions qui occupent les principales villes de l'Italie centrale, Ancône, Tolentino, Foligno, Terni, Rieti, Arezzo, Pérouse, Terni, Foligno, Spoleto, Empoli et Sienne.
Les conjurés essayent de résister, mais le 7 mars 1821 les constitutionnalistes commandées par Pepe, bien que forts que 40 000 hommes sont battus à Rieti par les troupes autrichiennes. Les Autrichiens entrent à Naples, sans rencontrer de résistance.
Le 23 mars, Ferdinand révoque la constitution et confie au ministre de la police, le prince de Canosa, Antonio Capece Minutolo, la mission de capturer tous ceux qui sont suspectés de conspiration. Le 12 septembre 1822, Giuseppe Silvati et Michele Morelli sont pendus à Naples.

## L’insurrection dans le Piémont
Depuis un certain temps dans le Piémont et particulièrement à Turin, certains groupes aux opinions libérales ont l'idée d'une campagne militaire, qui devrait être dirigée par le roi de Sardaigne Victor-Emmanuel Ier de Savoie afin de libérer les territoires de la péninsule italienne de la domination étrangère. Par ailleurs, ils pensent que le roi devrait accorder une constitution ce qui témoignerait de l'engagement de la Maison de Savoie à s'allier aux patriotes et à assumer le leadership du mouvement libéral italien. Toutefois, depuis le début de son mandat, Victor-Emmanuel s'emploie à rétablir dans le Piémont et dans les autres territoires sous son contrôle un régime absolutiste qui prend la direction opposée aux idées libérales des carbonari et de la bourgeoisie en général.
Les libéraux pensent alors à chercher un autre allié et leur choix se porte sur le jeune héritier du trône de Savoie, Charles-Albert de Savoie, prince de Carignan et neveu de roi de Sardaigne, qu'ils incitent à prendre la direction de la révolution. Charles-Albert est en fait le seul membre de la famille de Savoie à exprimer sa solidarité envers les étudiants de l'Université de Turin, qui en janvier 1821, organisent une manifestation pacifique et libérale contre les Autrichiens, événement immédiatement réprimé dans le sang. Pour cette raison, Charles-Albert semble être au cœur de la question italienne, les premiers contacts sont plus que positifs et il semble que le jeune membre de la Maison de Savoie veuille vraiment rejoindre l'entreprise.
En 1820, les émeutes qui éclatent en Espagne, Portugal et dans la péninsule italienne méridionale contribuent à renforcer le patriotisme italien, en particulier dans le Piémont. Ils essayent d'obtenir, par tous les moyens, un soutien militaire de leurs homologues napolitains, mais ils échouent pour des raisons liées à la mauvaise organisation et au départ des troupes des Habsbourg pour le royaume de Naples. Dans la seconde moitié de l'année, Santorre de Santa Rosa, l'un des principaux membres des mouvements, rencontre secrètement des généraux, des politiciens (y compris Amedeo Ravina) et le jeune prince de la Maison de Savoie afin de définir la date et les modalités de la rébellion. Après de nombreuses réunions, la date est fixée après l'année suivante, de sorte que l'armée autrichienne, encore engagée dans la répression des troubles de Nola et de Naples, ne soit pas en mesure d'intervenir.
Le 6 mars 1821, pendant la nuit, Santorre et d'autres généraux, ainsi que Charles-Albert, se réunissent dans la bibliothèque du prince afin d'organiser l'entreprise dans le détail. Selon un précédent accord, elle devrait débuter en février. Lors de la réunion, Charles-Albert montre une certaine hésitation, surtout à propos de leur intention de déclarer la guerre à l'Autriche, ce qui conduit Santorre à avoir des doutes sur le prince et ses intentions. Charles-Albert laisse entendre son soutien, et pour cette raison Santorre et ses associés font parvenir le message de la prochaine révolte aux unités militaires d'Alexandrie, qui, le 10 mars, commence l'insurrection en hissant le drapeau tricolore pour la première fois de l'histoire du Risorgimento, immédiatement suivie par Vercelli et Turin. À cette occasion, les généraux insurgés émettent le pronunciamento, la proclamation par laquelle la constitution est adoptée sur la base de celle espagnole, de Cadix de 1812. Elle prévoit des droits au peuple piémontais et la réduction du pouvoir du souverain. Mais le roi, plutôt que d'accepter le document, préfère abdiquer en faveur de son frère Charles-Félix de Savoie alors absent de Piémont. La régence est confiée au prince Charles-Albert. Une fois ses fonctions prises, il accorde la constitution et nommé ministre de la Guerre du gouvernement provisoire Santorre Santarosa.
De retour dans la capitale, le nouveau roi révoque la constitution et impose à Charles-Albert de s'en remettre à sa volonté en laissant Turin pour Novare et en renonçant définitivement à sa charge de chef du mouvement révolutionnaire. Dans la nuit du 22 mars, alors que certains, y compris le Santarosa, annoncent une prochaine guerre contre l'Autriche, Charles-Albert s'enfuit secrètement à Novare abandonnant les insurgés à leur sort. Quelques heures plus tard, Santorre, conduisant un petit détachement, se rend dans la ville pour convaincre le prince et ses troupes de revenir auprès de lui, mais la mission se révèle infructueuse.
Manquant de soutien, les constitutionnalistes se décident à se dissoudre. Une nouvelle tentative d'insurrection est proposée à Gênes, mais l'intervention est rapidement abandonnée. De plus, afin de soutenir les troupes royales, des pelotons autrichiens infligent une lourde défaite aux constitutionnalistes : le nouveau gouvernement tombe en moins de deux mois d'exercice et les rêves révolutionnaires sont brisés.

## Sources
- (it) Cet article est partiellement ou en totalité issu de l’article de Wikipédia en italien intitulé « Moti del 1820-1821 » (voir la liste des auteurs).